# 日本—薩爾瓦多關係
日本－萨尔瓦多关系（日语：日本とエルサルバドルの関係）是指日本国和萨尔瓦多的外交关系，两国皆为東亞－拉丁美洲合作論壇成员国。两国于1934年建立正式外交关系，二战期间一度中断，1952年恢复邦交后，两国关系友好发展。而萨尔瓦多也曾经因为面积狭小、资源匮乏，百姓艰苦勤劳而被称为“中美洲的日本”。

## 政治交流

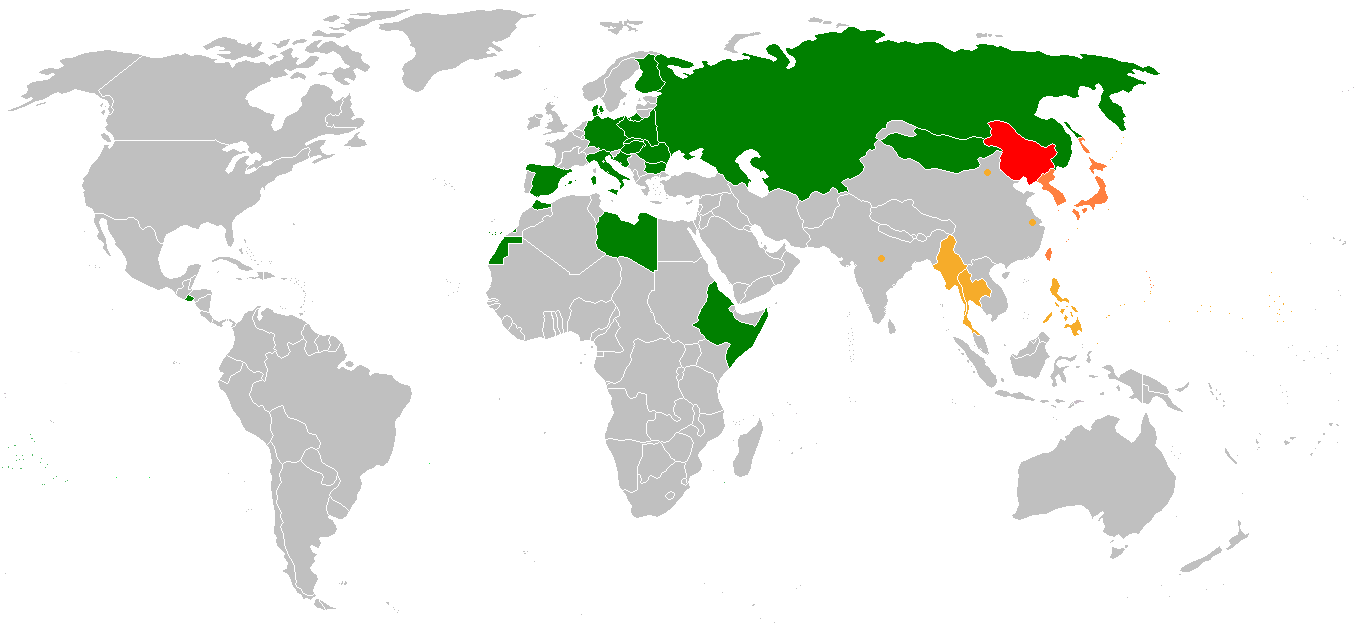
承認滿洲國的國家及政權（1943年）
Manchukuo
Empire of Japan
受日本控制的国家及傀儡政权（泰國為日本的盟友，是獨立國家）
承認滿洲國的國家，其中包括ESA
其他国家

两国在近代的关系始于20世纪20年代，当时的萨尔瓦多已经在东京设有总领事馆，1934年3月，萨尔瓦多驻日本东京总领事葛伦沙（León Sigüenza）通知满洲国驻日本公使丁士源，宣布萨尔瓦多政府承认日本所扶植的满洲国。随后萨尔瓦多亦于1934年5月19日宣布同满洲国建立正式外交关系，成为继日本之後，國際上第二個承認滿洲國政權的國家，萨尔瓦多又凭着与日本的友好关系，在满洲国建立了名誉领事馆。日本外务省也于1935年派遣驻墨西哥公使堀義貴出任兼职驻萨尔瓦多特命全权公使。
1941年12月太平洋战争爆发后，萨尔瓦多改变了与轴心国结盟的立场，加入以美国为首的同盟国阵营。1941年12月8日，萨尔瓦多对日本宣战并宣布与日本、满洲国断交。
二战后的1952年5月6日，日本和萨尔瓦多恢复了外交关系。此后兩國關係友好發展，高层互访不断。在1980年萨尔瓦多内战期间，日本驻萨尔瓦多大使馆曾经一度关闭，直到1992年5月才恢复运营。内战结束后，日本政府向联合国萨尔瓦多观察团派遣了观察员，监督萨国的总统大选，以帮助该国实现民主化；又多次为萨国提供人道主义援助，促进该国振兴产业。

## 经贸交流
1953年，萨尔瓦多成为西半球第一个进口日本汽车的国家，开启了双边贸易，此后两国经贸关系日趋密切。据日本財務省貿易統計，2020年，日本对萨尔瓦多的出口额达到約100.8億日元，萨尔瓦多对日本的出口额达約19.4億日元。日本主要向萨尔瓦多输出汽車和钢铁制品等产品，萨尔瓦多则主要向日本出口咖啡豆和成衣。

### 相互投资
1955年，日本纺织企业开始在萨尔瓦多投资办厂，随后站稳脚跟，逐渐在萨国打出影响力。日企丰田汽车在海外的第一个销售店也建于萨尔瓦多。此后日本对萨尔瓦多投资额日益增加。

## 人文交往

### 日本援助
日本是萨尔瓦多第四大援助来源国，仅次于美国、西班牙与德国。2017年，日本对萨尔瓦多援助额达918万美元。

## 旅遊

### 签证
參見：日本签证政策和日本公民签证要求
以及：薩爾瓦多簽證政策和薩爾瓦多公民簽證要求

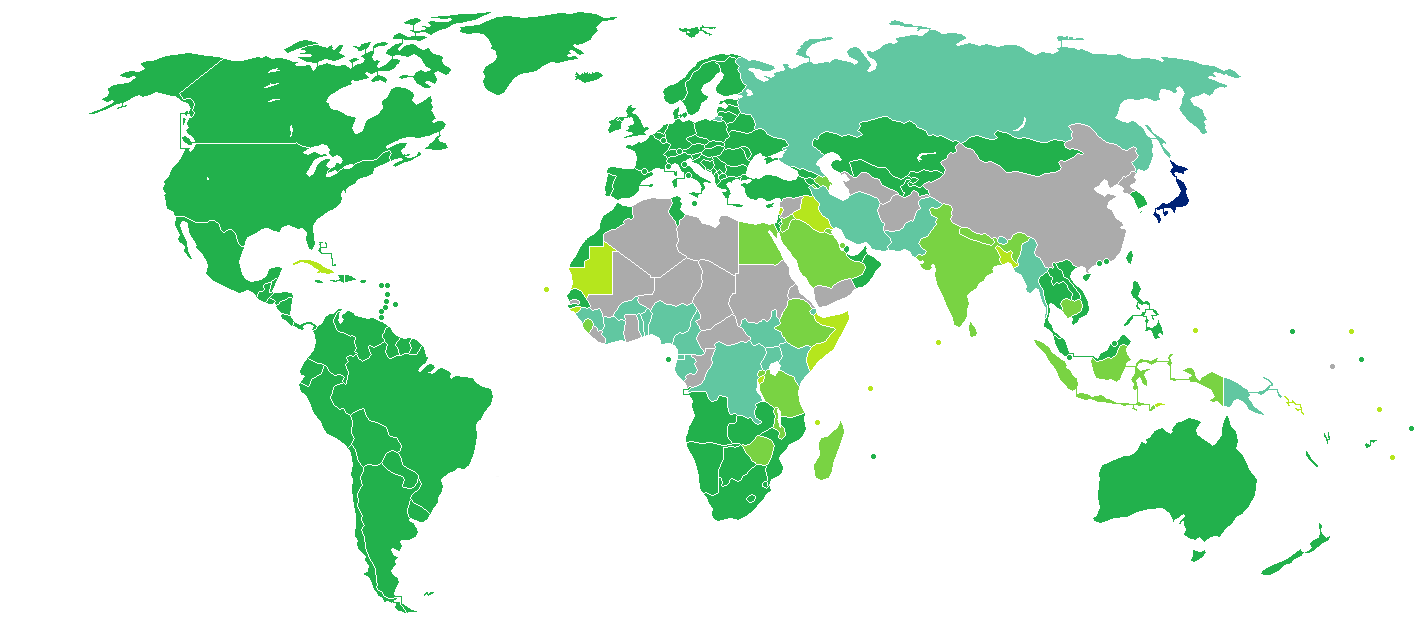
持日本護照的日本公民可以免簽證的方式入境萨尔瓦多。

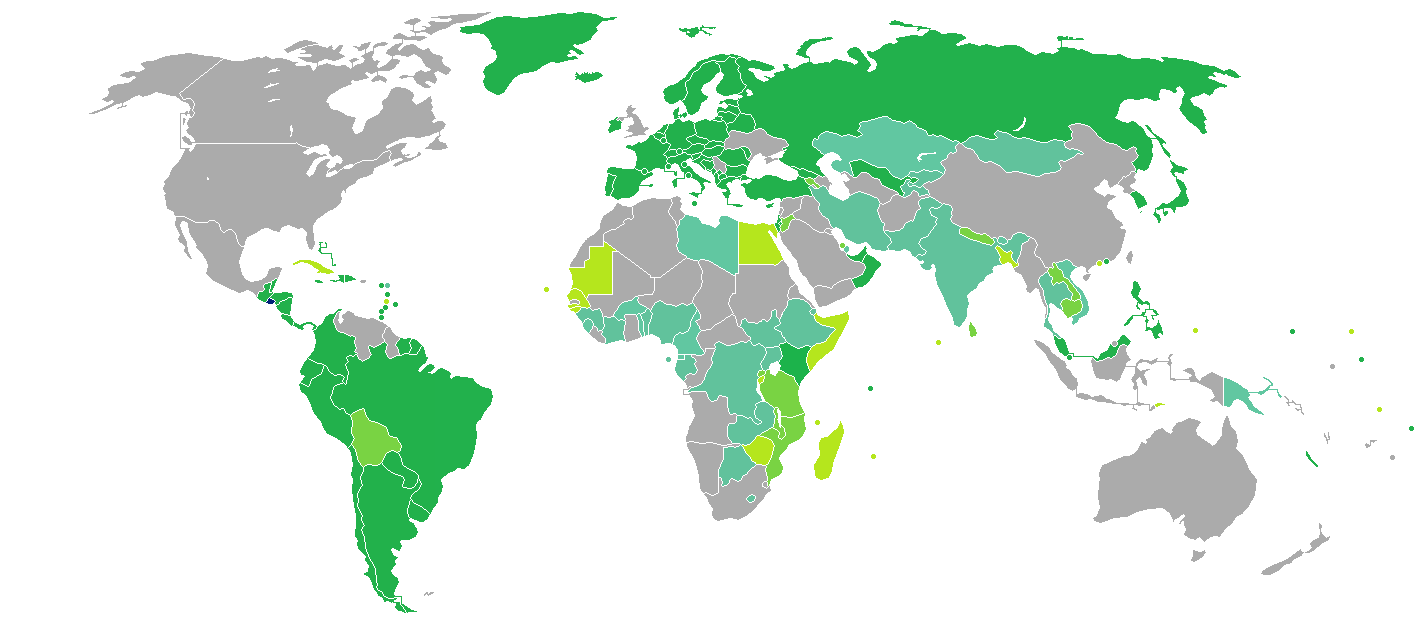
持薩爾瓦多護照的薩爾瓦多人口可以免签证入境日本。

自日本和萨尔瓦多于1973年签订互免签证协议以来，持日本护照的日本公民即可免签入境萨尔瓦多90天，而萨尔瓦多护照的持有者也可以免签进入日本90天。